# 北緯85度線
北緯85度線（ほくい85どせん）は、地球の赤道面より北に85度の角度を成す緯線。北極内部にあり、全域が北極海を通過する。
この緯度の下では、4月1日頃から9月12日頃までの約5ヶ月半は白夜になり、10月8日頃から3月5日頃までの約5ヶ月の間は極夜になる。Google マップなど、メルカトル図法を使用したウェブ地図では、北緯85度線（正確には北緯85.051129度線）が表示できる地域の北限となっている。これは、メルカトル図法においてこの緯線までで切り出すと、ちょうど地図の縦の長さと横の長さが等しくなるためである。また、これより北には北極海しかないため、一般的なウェブ地図の利用用途においてはこの範囲の地図が表示できなくても差し支えないことも理由である。

## 通過する地域一覧
北緯85度線は、本初子午線から東に向かって以下の場所を通っている。
| 地理座標                                          | 国土・領土・領海 | 備考 |
| ------------------------------------------------- | ---------------- | ---- |
| 北緯85度0分 東経0度0分 / 北緯85.000度 東経0.000度 | 北極海           |      |